# Sneferka Aanu
Sneferka Aanu (fl. XXII secolo a.C.) è stato un faraone della VIII dinastia.

## Biografia
L'unica delle liste reali che riporta i nomi dei sovrani che formano VIII dinastia è quella di Abido, in cui Sneferka Aanu occupa il posto 52.
Il Canone Reale è danneggiato e del tutto illeggibile proprio nella parte che dovrebbe contenere i sovrani di questa dinastia.
Come per altri sovrani di questa dinastia e delle dinastie IX e X è possibile che Sneferka Aanu abbia regnato solamente su parte dell'Egitto e contemporaneamente con altri dinasti.
Per questo sovrano non esistono, allo stato attuale delle conoscenze, reperti archeologici ad esso collegabili.
Secondo alcuni studiosi potrebbe trattarsi del Nefer, sovrano inserito nella VI dinastia,  citato dal Canone Reale nella posizione 4.10

## Liste reali
| z · nfr | kA | D36 · n | W24 | w |

| z · nfr | kA | D36 · n | W24 | w |

| z · nfr | kA | D36 · n | W24 | w |

| z · nfr | kA | D36 · n | W24 | w |

| z · nfr | kA | D36 · n | W24 | w |

| z · nfr | kA | D36 · n | W24 | w |

| z · nfr | kA | D36 · n | W24 | w |

| z · nfr | kA | D36 · n | W24 | w |